# Queen at the Beeb
Queen at the Beeb – album rockowego zespołu Queen, wydany w grudniu 1989 roku (w USA w 1995 jako Queen at the BBC). Zawiera osiem nagrań zespołu, które zostały zarejestrowane dla BBC Radio 1 w 1973 roku. Cztery utwory zostały nagrane 5 lutego 1973, a pozostałe 3 grudnia tego samego roku. Obie sesje zarejestrował Bernie Andrews. Album zawiera pierwotne wersje utworów Queen, które później, w innych wersjach zostały zaprezentowane na debiutanckim albumie Queen. Wyjątek stanowi nagranie "Ogre Battle", pochodzące z albumu Queen II. Utwory na albumie nieznacznie odbiegają brzmieniem od wersji z debiutanckiego longplaya zespołu ("Ogre Battle" brzmi mniej wyraźnie niż na albumie Queen II; tak samo "Great King Rat" w odróżnieniu od wersji z albumu Queen) i są zbliżone do wersji, które grane były na żywo.

## Lista utworów
Strona 1
1. "My Fairy King" (Mercury)
2. "Keep Yourself Alive" (May)
3. "Doing All Right" (May/Staffell)
4. "Liar" (Mercury)

Strona 2
1. "Ogre Battle" (Mercury)
2. "Great King Rat" (Mercury)
3. "Modern Times Rock 'n' Roll" (Taylor)
4. "Son and Daughter" (May)